# Colpoptera carlota
Colpoptera carlota är en insektsart som beskrevs av Myers 1928. Colpoptera carlota ingår i släktet Colpoptera och familjen sköldstritar. Inga underarter finns listade i Catalogue of Life.